# Copa J. League 1998
La Copa J. League 1998, también conocida como Copa Yamazaki Nabisco ’98 por motivos de patrocinio, fue la 23.ª edición de la Copa de la Liga de Japón y la 6.ª edición bajo el actual formato.
El campeón fue Júbilo Iwata, tras vencer en la final a JEF United Ichihara. De esta manera, el conjunto de la prefectura de Shizuoka se consagró por primera vez en este torneo.

## Formato de competición
- Formaron parte del torneo los 18 equipos que participaron de la J. League 1998 y 2 asociados a la J. League pertenecientes a la Japan Football League 1998.
- Fase de grupos: se fijó el 16 de mayo para el inicio de la participación de los conjuntos, que fueron divididos en cuatro grupos de cinco clubes cada uno. De esta manera, cada cuadro debió disputar cuatro juegos y quedar libre en alguna de las cinco jornadas.
  - Para determinar el orden de clasificación de los equipos se utilizó el siguiente criterio:

1. Puntos obtenidos.
2. Diferencia de goles.
3. Goles a favor.
4. Sorteo.
El ganador de cada grupo a la fase final.
- Fase final: se llevó a cabo entre los cuatro clubes provenientes de la primera fase.
  - Las semifinales y la final se jugaron a un solo partido. En caso de empate en los 90 minutos se haría una prórroga con gol de oro; si aún persistía la igualdad se ejecutaría una tanda de penales.

## Calendario
| Etapa          | Ronda       | Día                 | Observaciones |
| -------------- | ----------- | ------------------- | --- |
| Fase de grupos | Fecha 1     | 16 de mayo de 1998  | Libres: Vegalta Sendai (Grupo A), Yokohama Marinos (Grupo B), Kawasaki Frontale (Grupo C) y Kyoto Purple Sanga (Grupo D) |
| Fase de grupos | Fecha 2     | 23 de mayo de 1998  | Libres: Júbilo Iwata (Grupo A), Kashima Antlers (Grupo B), Yokohama Flügels (Grupo C) y Nagoya Grampus Eight (Grupo D)   |
| Fase de grupos | Fecha 3     | 30 de mayo de 1998  | Libres: Sanfrecce Hiroshima (Grupo A), Cerezo Osaka (Grupo B), Shimizu S-Pulse (Grupo C) y JEF United Ichihara (Grupo D) |
| Fase de grupos | Fecha 4     | 3 de junio de 1998  | Libres: Verdy Kawasaki (Grupo A), Kashiwa Reysol (Grupo B), Consadole Sapporo (Grupo C) y Bellmare Hiratsuka (Grupo D)   |
| Fase de grupos | Fecha 5     | 6 de junio de 1998  | Libres: Urawa Red Diamonds (Grupo A), Avispa Fukuoka (Grupo B), Gamba Osaka (Grupo C) y Vissel Kobe (Grupo D)            |
| Fase final     | Semifinales | 15 de julio de 1998 | Sin observaciones |
| Fase final     | Final       | 19 de julio de 1998 | Participación de los ganadores de las Semifinales                                                                        |

## Fase de grupos

### Grupo A
| Equipo              | Pts | PJ | PG | PE | PP | GF | GC | DG  |
| ------------------- | --- | -- | -- | -- | -- | -- | -- | --- |
| Júbilo Iwata        | 9   | 4  | 3  | 0  | 1  | 12 | 5  | +7  |
| Urawa Red Diamonds  | 8   | 4  | 2  | 2  | 0  | 10 | 3  | +7  |
| Verdy Kawasaki      | 7   | 4  | 2  | 1  | 1  | 6  | 4  | +2  |
| Sanfrecce Hiroshima | 4   | 4  | 1  | 1  | 2  | 3  | 7  | -4  |
| Vegalta Sendai      | 0   | 4  | 0  | 0  | 4  | 2  | 14 | -12 |

| \| Fecha \| Lugar \| Local \| Resultado \| Visitante \| \| ---------- \| --------- \| ------------------- \| --------- \| ------------------- \| \| 16 de mayo \| Tottori \| Sanfrecce Hiroshima \| 1:3 \| Verdy Kawasaki \| \| 16 de mayo \| Niigata \| Júbilo Iwata \| 1:2 \| Urawa Red Diamonds \| \| 23 de mayo \| Sendai \| Vegalta Sendai \| 0:1 \| Sanfrecce Hiroshima \| \| 23 de mayo \| Saitama \| Urawa Red Diamonds \| 1:1 \| Verdy Kawasaki \| \| 30 de mayo \| Tokio \| Verdy Kawasaki \| 1:2 \| Júbilo Iwata \| \| 30 de mayo \| Saitama \| Urawa Red Diamonds \| 6:0 \| Vegalta Sendai \| \| 3 de junio \| Sendai \| Vegalta Sendai \| 2:6 \| Júbilo Iwata \| \| 3 de junio \| Hiroshima \| Sanfrecce Hiroshima \| 1:1 \| Urawa Red Diamonds \| \| 6 de junio \| Kawasaki \| Verdy Kawasaki \| 1:0 \| Vegalta Sendai \| \| 6 de junio \| Iwata \| Júbilo Iwata \| 3:0 \| Sanfrecce Hiroshima \| |           |                     |           |                     |
| Fecha | Lugar     | Local               | Resultado | Visitante           |
| 16 de mayo | Tottori   | Sanfrecce Hiroshima | 1:3       | Verdy Kawasaki      |
| 16 de mayo | Niigata   | Júbilo Iwata        | 1:2       | Urawa Red Diamonds  |
| 23 de mayo | Sendai    | Vegalta Sendai      | 0:1       | Sanfrecce Hiroshima |
| 23 de mayo | Saitama   | Urawa Red Diamonds  | 1:1       | Verdy Kawasaki      |
| 30 de mayo | Tokio     | Verdy Kawasaki      | 1:2       | Júbilo Iwata        |
| 30 de mayo | Saitama   | Urawa Red Diamonds  | 6:0       | Vegalta Sendai      |
| 3 de junio | Sendai    | Vegalta Sendai      | 2:6       | Júbilo Iwata        |
| 3 de junio | Hiroshima | Sanfrecce Hiroshima | 1:1       | Urawa Red Diamonds  |
| 6 de junio | Kawasaki  | Verdy Kawasaki      | 1:0       | Vegalta Sendai      |
| 6 de junio | Iwata     | Júbilo Iwata        | 3:0       | Sanfrecce Hiroshima |

### Grupo B
| Equipo           | Pts | PJ | PG | PE | PP | GF | GC | DG |
| ---------------- | --- | -- | -- | -- | -- | -- | -- | -- |
| Kashima Antlers  | 10  | 4  | 3  | 1  | 0  | 11 | 4  | +7 |
| Kashiwa Reysol   | 10  | 4  | 3  | 1  | 0  | 12 | 7  | +5 |
| Avispa Fukuoka   | 4   | 4  | 1  | 1  | 2  | 7  | 9  | -2 |
| Yokohama Marinos | 3   | 4  | 1  | 0  | 3  | 7  | 11 | -4 |
| Cerezo Osaka     | 1   | 4  | 0  | 1  | 3  | 5  | 11 | -6 |

| \| Fecha \| Lugar \| Local \| Resultado \| Visitante \| \| ---------- \| -------- \| ---------------- \| --------- \| ---------------- \| \| 16 de mayo \| Osaka \| Cerezo Osaka \| 2:3 \| Kashiwa Reysol \| \| 16 de mayo \| Kashima \| Kashima Antlers \| 3:0 \| Avispa Fukuoka \| \| 23 de mayo \| Fukuoka \| Avispa Fukuoka \| 2:3 \| Kashiwa Reysol \| \| 23 de mayo \| Yokohama \| Yokohama Marinos \| 2:0 \| Cerezo Osaka \| \| 30 de mayo \| Kashiwa \| Kashiwa Reysol \| 1:1 \| Kashima Antlers \| \| 30 de mayo \| Fukuoka \| Avispa Fukuoka \| 4:2 \| Yokohama Marinos \| \| 3 de junio \| Osaka \| Cerezo Osaka \| 1:1 \| Avispa Fukuoka \| \| 3 de junio \| Yokohama \| Yokohama Marinos \| 1:2 \| Kashima Antlers \| \| 6 de junio \| Kashima \| Kashima Antlers \| 5:2 \| Cerezo Osaka \| \| 6 de junio \| Kashiwa \| Kashiwa Reysol \| 5:2 \| Yokohama Marinos \| |          |                  |           |                  |
| Fecha | Lugar    | Local            | Resultado | Visitante        |
| 16 de mayo | Osaka    | Cerezo Osaka     | 2:3       | Kashiwa Reysol   |
| 16 de mayo | Kashima  | Kashima Antlers  | 3:0       | Avispa Fukuoka   |
| 23 de mayo | Fukuoka  | Avispa Fukuoka   | 2:3       | Kashiwa Reysol   |
| 23 de mayo | Yokohama | Yokohama Marinos | 2:0       | Cerezo Osaka     |
| 30 de mayo | Kashiwa  | Kashiwa Reysol   | 1:1       | Kashima Antlers  |
| 30 de mayo | Fukuoka  | Avispa Fukuoka   | 4:2       | Yokohama Marinos |
| 3 de junio | Osaka    | Cerezo Osaka     | 1:1       | Avispa Fukuoka   |
| 3 de junio | Yokohama | Yokohama Marinos | 1:2       | Kashima Antlers  |
| 6 de junio | Kashima  | Kashima Antlers  | 5:2       | Cerezo Osaka     |
| 6 de junio | Kashiwa  | Kashiwa Reysol   | 5:2       | Yokohama Marinos |

### Grupo C
| Equipo            | Pts | PJ | PG | PE | PP | GF | GC | DG |
| ----------------- | --- | -- | -- | -- | -- | -- | -- | -- |
| Shimizu S-Pulse   | 12  | 4  | 4  | 0  | 0  | 8  | 2  | +6 |
| Kawasaki Frontale | 6   | 4  | 2  | 0  | 2  | 4  | 2  | +2 |
| Gamba Osaka       | 6   | 4  | 2  | 0  | 2  | 7  | 6  | +1 |
| Yokohama Flügels  | 3   | 4  | 1  | 0  | 3  | 5  | 8  | -3 |
| Consadole Sapporo | 3   | 4  | 1  | 0  | 3  | 5  | 11 | -6 |

| \| Fecha \| Lugar \| Local \| Resultado \| Visitante \| \| ---------- \| -------- \| ----------------- \| --------- \| ----------------- \| \| 16 de mayo \| Yokohama \| Yokohama Flügels \| 0:2 \| Gamba Osaka \| \| 16 de mayo \| Shizuoka \| Shimizu S-Pulse \| 2:0 \| Consadole Sapporo \| \| 23 de mayo \| Suita \| Gamba Osaka \| 5:2 \| Consadole Sapporo \| \| 23 de mayo \| Kawasaki \| Kawasaki Frontale \| 0:1 \| Shimizu S-Pulse \| \| 30 de mayo \| Muroran \| Consadole Sapporo \| 3:2 \| Yokohama Flügels \| \| 30 de mayo \| Suita \| Gamba Osaka \| 0:2 \| Kawasaki Frontale \| \| 3 de junio \| Kawasaki \| Kawasaki Frontale \| 0:1 \| Yokohama Flügels \| \| 3 de junio \| Shizuoka \| Shimizu S-Pulse \| 2:0 \| Gamba Osaka \| \| 6 de junio \| Muroran \| Consadole Sapporo \| 0:2 \| Kawasaki Frontale \| \| 6 de junio \| Yokohama \| Yokohama Flügels \| 2:3 \| Shimizu S-Pulse \| |          |                   |           |                   |
| Fecha | Lugar    | Local             | Resultado | Visitante         |
| 16 de mayo | Yokohama | Yokohama Flügels  | 0:2       | Gamba Osaka       |
| 16 de mayo | Shizuoka | Shimizu S-Pulse   | 2:0       | Consadole Sapporo |
| 23 de mayo | Suita    | Gamba Osaka       | 5:2       | Consadole Sapporo |
| 23 de mayo | Kawasaki | Kawasaki Frontale | 0:1       | Shimizu S-Pulse   |
| 30 de mayo | Muroran  | Consadole Sapporo | 3:2       | Yokohama Flügels  |
| 30 de mayo | Suita    | Gamba Osaka       | 0:2       | Kawasaki Frontale |
| 3 de junio | Kawasaki | Kawasaki Frontale | 0:1       | Yokohama Flügels  |
| 3 de junio | Shizuoka | Shimizu S-Pulse   | 2:0       | Gamba Osaka       |
| 6 de junio | Muroran  | Consadole Sapporo | 0:2       | Kawasaki Frontale |
| 6 de junio | Yokohama | Yokohama Flügels  | 2:3       | Shimizu S-Pulse   |

### Grupo D
| Equipo               | Pts | PJ | PG | PE | PP | GF | GC | DG |
| -------------------- | --- | -- | -- | -- | -- | -- | -- | -- |
| JEF United Ichihara  | 10  | 4  | 3  | 1  | 0  | 14 | 7  | +7 |
| Nagoya Grampus Eight | 7   | 4  | 2  | 1  | 1  | 7  | 7  | 0  |
| Bellmare Hiratsuka   | 4   | 4  | 1  | 1  | 2  | 6  | 7  | -1 |
| Vissel Kobe          | 4   | 4  | 1  | 1  | 2  | 5  | 8  | -3 |
| Kyoto Purple Sanga   | 2   | 4  | 0  | 2  | 2  | 6  | 9  | -3 |

| \| Fecha \| Lugar \| Local \| Resultado \| Visitante \| \| ---------- \| --------- \| -------------------- \| --------- \| -------------------- \| \| 16 de mayo \| Ichihara \| JEF United Ichihara \| 3:2 \| Bellmare Hiratsuka \| \| 16 de mayo \| Nagoya \| Nagoya Grampus Eight \| 1:1 \| Vissel Kobe \| \| 23 de mayo \| Kioto \| Kyoto Purple Sanga \| 3:3 \| JEF United Ichihara \| \| 23 de mayo \| Kōbe \| Vissel Kobe \| 0:2 \| Bellmare Hiratsuka \| \| 30 de mayo \| Hiratsuka \| Bellmare Hiratsuka \| 1:3 \| Nagoya Grampus Eight \| \| 30 de mayo \| Kōbe \| Vissel Kobe \| 3:1 \| Kyoto Purple Sanga \| \| 3 de junio \| Kioto \| Kyoto Purple Sanga \| 1:2 \| Nagoya Grampus Eight \| \| 3 de junio \| Ichihara \| JEF United Ichihara \| 4:1 \| Vissel Kobe \| \| 6 de junio \| Hiratsuka \| Bellmare Hiratsuka \| 1:1 \| Kyoto Purple Sanga \| \| 6 de junio \| Nagoya \| Nagoya Grampus Eight \| 1:4 \| JEF United Ichihara \| |           |                      |           |                      |
| Fecha | Lugar     | Local                | Resultado | Visitante            |
| 16 de mayo | Ichihara  | JEF United Ichihara  | 3:2       | Bellmare Hiratsuka   |
| 16 de mayo | Nagoya    | Nagoya Grampus Eight | 1:1       | Vissel Kobe          |
| 23 de mayo | Kioto     | Kyoto Purple Sanga   | 3:3       | JEF United Ichihara  |
| 23 de mayo | Kōbe      | Vissel Kobe          | 0:2       | Bellmare Hiratsuka   |
| 30 de mayo | Hiratsuka | Bellmare Hiratsuka   | 1:3       | Nagoya Grampus Eight |
| 30 de mayo | Kōbe      | Vissel Kobe          | 3:1       | Kyoto Purple Sanga   |
| 3 de junio | Kioto     | Kyoto Purple Sanga   | 1:2       | Nagoya Grampus Eight |
| 3 de junio | Ichihara  | JEF United Ichihara  | 4:1       | Vissel Kobe          |
| 6 de junio | Hiratsuka | Bellmare Hiratsuka   | 1:1       | Kyoto Purple Sanga   |
| 6 de junio | Nagoya    | Nagoya Grampus Eight | 1:4       | JEF United Ichihara  |

## Fase final

### Cuadro de desarrollo
|  | Semifinales         | Semifinales |                     |              | Final       | Final       |  |
|  | 15 de julio         | 15 de julio |                     |              | 19 de julio | 19 de julio |  |
|  |                     |             |                     |              |             |             |  |
|  |                     |             |                     |              |             |             |  |
|  | Shimizu S-Pulse     | 0           |                     |              |             |             |  |
|  | Shimizu S-Pulse     | 0           |                     |              |             |             |  |
|  | Júbilo Iwata        | 2           |                     |              |             |             |  |
|  | Júbilo Iwata        | 2           |                     | Júbilo Iwata | 4           |             |  |
|  |                     |             |                     | Júbilo Iwata | 4           |             |  |
|  |                     |             | JEF United Ichihara | 0            |             |             |  |
|  | JEF United Ichihara | 3           | JEF United Ichihara | 0            |             |             |  |
|  | JEF United Ichihara | 3           |                     |              |             |             |  |
|  | Kashima Antlers     | 2           |                     |              |             |             |  |
|  | Kashima Antlers     | 2           |                     |              |             |             |  |
|  |                     |             |                     |              |             |             |  |

- Los horarios de los partidos corresponden al huso horario de Japón: (UTC+9)

### Semifinales
| 15 de julio de 1998, 19:03 | Shimizu S-Pulse | 0:2 (0:0) | Júbilo Iwata              | Estadio Nihondaira, Shizuoka                                 |                                                              |
|                            |                 | Reporte   | Fujita 53' · Takahara 73' | Asistencia: 14.863 espectadores Árbitro(s): Hiroyuki Umemoto | Asistencia: 14.863 espectadores Árbitro(s): Hiroyuki Umemoto |

| 15 de julio de 1998, 19:03 | JEF United Ichihara   | 3:2 (3:1) | Kashima Antlers          | Estadio Playa Ichihara, Ichihara                          |                                                           |
|                            | Maslovar 7', 36', 42' | Reporte   | Masuda 24' · Mazinho 48' | Asistencia: 10.794 espectadores Árbitro(s): Tōru Kamikawa | Asistencia: 10.794 espectadores Árbitro(s): Tōru Kamikawa |

### Final
| 19 de julio de 1998, 17:04 | Júbilo Iwata                                | 4:0 (0:0) | JEF United Ichihara | Estadio Nacional, Tokio                                     |                                                             |
|                            | Kawaguchi 51', 80' · Oku 72' · Takahara 87' | Reporte   |                     | Asistencia: 41.718 espectadores Árbitro(s): Masayoshi Okada | Asistencia: 41.718 espectadores Árbitro(s): Masayoshi Okada |

#### Detalles
| 12         | Guardameta     | Tomoaki Ōgami      |  |
| 28         | Defensa        | Takuma Koga        |  |
| 5          | Defensa        | Makoto Tanaka      |  |
| 14         | Defensa        | Takahiro Yamanishi |  |
| 4          | Defensa        | Adílson Batista    |  |
| 7          | Centrocampista | Hiroshi Nanami     |  |
| 29         | Centrocampista | Daisuke Oku        |  |
| 10         | Centrocampista | Toshiya Fujita     |  |
| 6          | Centrocampista | Toshihiro Hattori  |  |
| 13         | Delantero      | Nobuo Kawaguchi    |  |
| 19         | Delantero      | Naohiro Takahara   |  |
| Entrenador | Entrenador     | Valmir Louruz      |  |

| 1          | Guardameta     | Ken'ichi Shimokawa |     |
| 2          | Defensa        | Eisuke Nakanishi   |     |
| 3          | Defensa        | Shin'ichi Mutō     | 81' |
| 5          | Defensa        | Satoshi Yamaguchi  |     |
| 30         | Defensa        | Matthew Bingley    |     |
| 11         | Centrocampista | Atsuhiko Ejiri     | 81' |
| 10         | Centrocampista | Nenad Maslovar     |     |
| 8          | Centrocampista | Yoshikazu Nonomura |     |
| 4          | Centrocampista | Arnold Scholten    |     |
| 9          | Delantero      | Nobuhiro Takeda    |     |
| 16         | Delantero      | Nozomi Hiroyama    |     |
| Entrenador | Entrenador     | Jan Versleijen     |     |

| 19 | Delantero      | Naoki Matsushita | 81' |
| 6  | Centrocampista | Tomoyuki Sakai   | 81' |

| Anotado | 51' | Nobuo Kawaguchi  | 1-0 |
| Anotado | 72' | Daisuke Oku      | 2-0 |
| Anotado | 80' | Nobuo Kawaguchi  | 3-0 |
| Anotado | 87' | Naohiro Takahara | 4-0 |

| Amonestado | 13' | Daisuke Oku |
| Amonestado | 64' | Takuma Koga |

| Árbitro             | Masayoshi Okada     |
| Árbitros asistentes | Yoshikazu Hiroshima |
| Árbitros asistentes | Hiroshi Fukuda      |
| Cuarto árbitro      | Hisaharu Kitamura   |

| 12         | Guardameta     | Tomoaki Ōgami      |  |
| 28         | Defensa        | Takuma Koga        |  |
| 5          | Defensa        | Makoto Tanaka      |  |
| 14         | Defensa        | Takahiro Yamanishi |  |
| 4          | Defensa        | Adílson Batista    |  |
| 7          | Centrocampista | Hiroshi Nanami     |  |
| 29         | Centrocampista | Daisuke Oku        |  |
| 10         | Centrocampista | Toshiya Fujita     |  |
| 6          | Centrocampista | Toshihiro Hattori  |  |
| 13         | Delantero      | Nobuo Kawaguchi    |  |
| 19         | Delantero      | Naohiro Takahara   |  |
| Entrenador | Entrenador     | Valmir Louruz      |  |

| 1          | Guardameta     | Ken'ichi Shimokawa |     |
| 2          | Defensa        | Eisuke Nakanishi   |     |
| 3          | Defensa        | Shin'ichi Mutō     | 81' |
| 5          | Defensa        | Satoshi Yamaguchi  |     |
| 30         | Defensa        | Matthew Bingley    |     |
| 11         | Centrocampista | Atsuhiko Ejiri     | 81' |
| 10         | Centrocampista | Nenad Maslovar     |     |
| 8          | Centrocampista | Yoshikazu Nonomura |     |
| 4          | Centrocampista | Arnold Scholten    |     |
| 9          | Delantero      | Nobuhiro Takeda    |     |
| 16         | Delantero      | Nozomi Hiroyama    |     |
| Entrenador | Entrenador     | Jan Versleijen     |     |

| 19 | Delantero      | Naoki Matsushita | 81' |
| 6  | Centrocampista | Tomoyuki Sakai   | 81' |

| Anotado | 51' | Nobuo Kawaguchi  | 1-0 |
| Anotado | 72' | Daisuke Oku      | 2-0 |
| Anotado | 80' | Nobuo Kawaguchi  | 3-0 |
| Anotado | 87' | Naohiro Takahara | 4-0 |

| Amonestado | 13' | Daisuke Oku |
| Amonestado | 64' | Takuma Koga |

| Árbitro             | Masayoshi Okada     |
| Árbitros asistentes | Yoshikazu Hiroshima |
| Árbitros asistentes | Hiroshi Fukuda      |
| Cuarto árbitro      | Hisaharu Kitamura   |

|                                   |
| Bandera de Prefectura de Shizuoka |
| Campeón Júbilo Iwata 1.er título  |

## Estadísticas

### Goleadores
| Jugador                                  | Club                | Goles | PJ |
| ---------------------------------------- | ------------------- | ----- | -- |
| Nenad Maslovar                           | JEF United Ichihara | 6     | 6  |
| Nozomu Katō                              | Kashiwa Reysol      | 6     | 4  |
| Toshiya Fujita                           | Júbilo Iwata        | 4     | 6  |
| Naohiro Takahara                         | Júbilo Iwata        | 4     | 6  |
| Yoshiyuki Hasegawa                       | Kashima Antlers     | 3     | 4  |
| Tadatoshi Masuda                         | Kashima Antlers     | 3     | 4  |
| Kenji Ōshiba                             | Urawa Red Diamonds  | 3     | 4  |
| Basílio                                  | Kashiwa Reysol      | 3     | 4  |
| Última actualización: 7 de junio de 2017 |                     |       |    |

### Mejor Jugador
| Jugador         | Club         |
| --------------- | ------------ |
| Nobuo Kawaguchi | Júbilo Iwata |

### Premio Nuevo Héroe
El Premio Nuevo Héroe es entregado al mejor jugador del torneo menor de 23 años.
| Jugador          | Club         |
| ---------------- | ------------ |
| Naohiro Takahara | Júbilo Iwata |